# Aviceda
Aviceda es un género de aves accipitriformes de la familia Accipitridae. El género tiene una amplia distribución que se extiende de Australia al sur de Asia hasta África. Tienen una prominente cresta de plumas y dos indentaciones que se parecen a dientes en el borde de la mandíbula superior del pico.

## Especies
Se reconocen las siguientes especies:
| Especie                  | Nombre común     | Descriptor     |
| ------------------------ | ---------------- | -------------- |
| Aviceda cuculoides       | baza africano    | Swainson, 1837 |
| Aviceda jerdoni          | baza oriental    | Blyth, 1842    |
| Aviceda leuphotes        | baza negro       | Dumont, 1820   |
| Aviceda madagascariensis | baza malgache    | Smith, 1834    |
| Aviceda subcristata      | baza australiano | Gould, 1838    |